# Lindy Booth

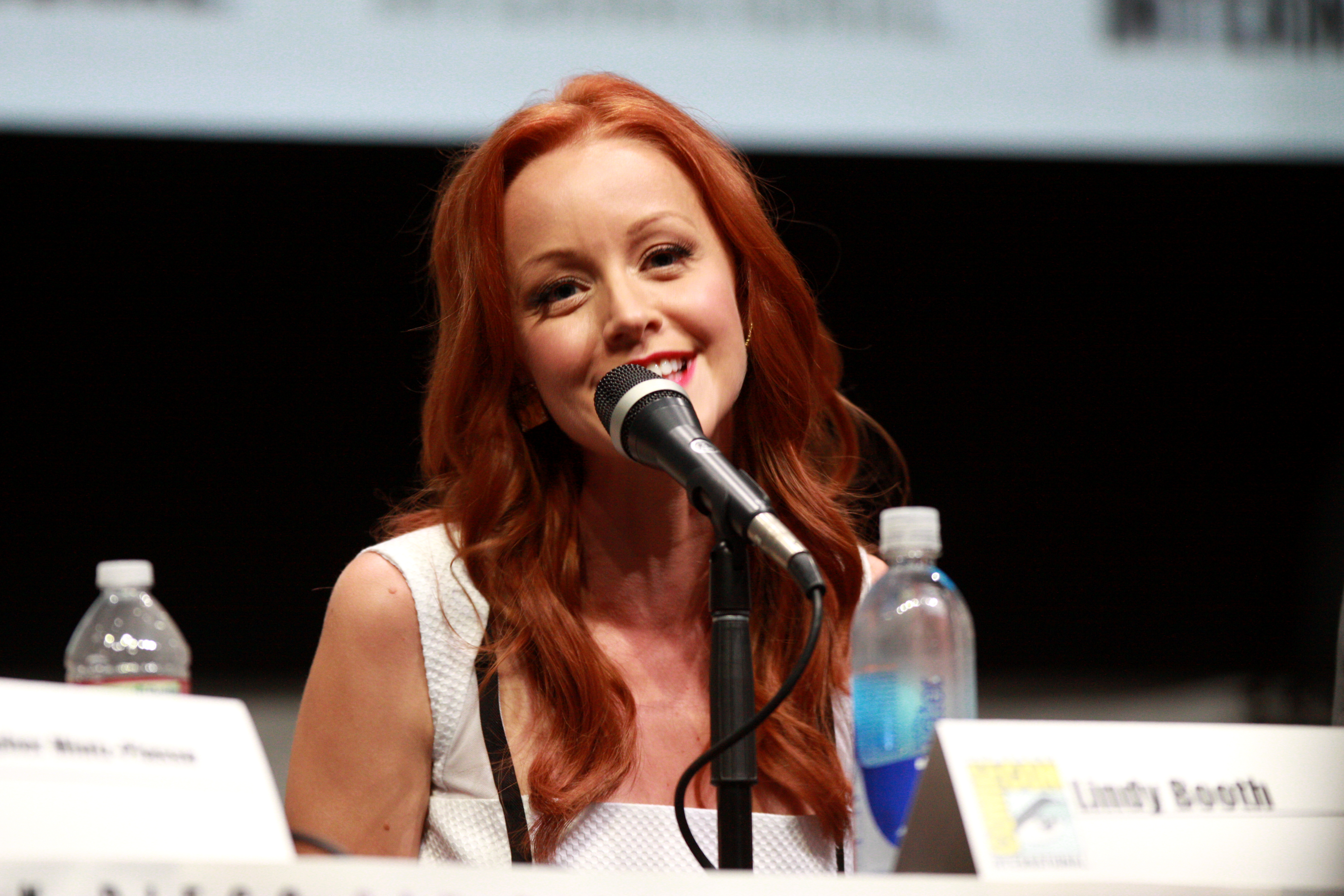
Lindy Booth bei der Comic-Con 2013

Lindy Booth (* 2. April 1979 in Oakville, Ontario) ist eine kanadische Schauspielerin.

## Karriere
Nur kurz nach ihrem Abschluss an der Blakelock High School in Oakville begann Lindy Booth ihre Schauspielkarriere mit einem Auftritt in dem Fernsehfilm Mr. Musik und der Fernsehserie Eerie, Indiana: The Other Dimension.
Durch Nebenrollen in Serien wie Relic Hunter – Die Schatzjägerin und 4400 – Die Rückkehrer machte sie auf sich aufmerksam.
Mittlerweile ist Booth vor allem als Darstellerin in Horrorfilmen gefragt. So wirkte sie unter anderem in Wrong Turn, Dawn of the Dead und Cry Wolf mit.

## Filmografie (Auswahl)
- 1998: Mr. Music (Fernsehfilm)
- 1998: Eerie, Indiana (Eerie, Indiana: The Other Dimension, Fernsehserie, 15 Folgen)
- 1999: Angriff der Weltraumvampire (Teenage Space Vampires)
- 1999: PSI Factor – Es geschieht jeden Tag (PSI Factor – Chronicles of the Paranormal, Fernsehserie, Folge 3x17 Das Gedankenexperiment)
- 1999–2001: The Famous Jett Jackson (Fernsehserie, 12 Folgen)
- 1999–2001: Relic Hunter – Die Schatzjägerin (Relic Hunter, Fernsehserie, 44 Folgen)
- 2000: Zweimal im Leben (Twice in a Lifetime, Fernsehserie, Folge 1x19 Pride and Prejudice)
- 2000: Mission Erde: Sie sind unter uns (Earth: Final Conflict, Fernsehserie, Folge 3x18 The Fields)
- 2000: Teenage Werewolf (Fernsehserie, Folge 2x12 Pleased to Eat You)
- 2000: Traders (Fernsehserie, Folge 5x11 Money Shot)
- 2001: Jett Jackson: The Movie (Fernsehfilm)
- 2001: Century Hotel
- 2002: Her Best Friend’s Husband (Fernsehfilm)
- 2002: Fairytales and Pornography
- 2002: Rub & Tug
- 2002: Mutant X (Fernsehserie, Folge 2x03 Time Squared)
- 2002: American Psycho II: Der Horror geht weiter (American Psycho II: All American Girl)
- 2002: The Skulls II
- 2002–2003: Odyssey 5 (Fernsehserie, 7 Folgen)
- 2003: Twilight Zone (Fernsehserie, Folge 3x17 The Pharaoh's Curse)
- 2003: Wrong Turn
- 2003: Hollywood North
- 2004: Wir sehen uns bei Vollmond (Christmas in Boston, Fernsehfilm)
- 2004: Dawn of the Dead
- 2005: 4400 – Die Rückkehrer (The 4400, Fernsehserie, 3 Folgen)
- 2005: Cry Wolf
- 2005: Category 7 – Das Ende der Welt (Category 7: The End of the World)
- 2005: Starhunter (Fernsehserie, Folge 2x08 Torment)
- 2007: Der Geisterturm (Behind The Wall)
- 2007: Nobel Son
- 2007: CSI: NY (Fernsehserie, Folge 3x06 Open and Shut)
- 2007: Ghost Whisperer – Stimmen aus dem Jenseits (Ghost Whisperer, Fernsehserie, Folge 2x07 A Vicious Cycle)
- 2007–2008: October Road (Fernsehserie, 17 Folgen)
- 2008: Behind the Wall
- 2008: Dark Honeymoon
- 2008: Cold Case – Kein Opfer ist je vergessen (Cold Case, Fernsehserie, Folge 6x11 Wings)
- 2009: The Philanthropist (Fernsehserie, 8 Folgen)
- 2009: Warehouse 13 (Fernsehserie, Folge 1x02 Resonance)
- 2010: Navy CIS (NCIS, Fernsehserie, Folge 7x07 Endgame)
- 2011: Christmas Magic (Fernsehfilm)
- 2011: Republic of Doyle – Einsatz für zwei (Republic of Doyle, Fernsehserie, Folge 2x01 Live and Let Doyle)
- 2012: Fairly Legal (Fernsehserie, Folge 2x13 Finale)
- 2013: Kick-Ass 2
- 2013: Supernatural (Fernsehserie, Folge 9x08 Endlich wieder Jungfrau)
- 2013: The Twelve Trees of Christmas (Fernsehfilm)
- 2013: Copper – Justice is brutal (Copper, Fernsehserie, 3 Folgen)
- 2014–2018: The Quest – Die Serie (The Librarians, Fernsehserie, 42 Folgen)
- 2016: Der Klang der Weihnacht (Sound of Christmas, Fernsehfilm)
- 2017: Rocky Mountain Christmas (Fernsehfilm)
- 2017: Eyewitness (Fernsehfilm)
- 2018: Under the Autumn Moon (Fernsehfilm)
- 2019: SnowComing (Fernsehfilm)
- 2019: The Creatress
- 2019: Stumptown (Fernsehserie, Folge 1x09 Dex Education)
- 2020: Grey’s Anatomy (Fernsehserie, 3 Folgen)
- 2020: Home Before Dark (Fernsehserie, Folge 1x09 Superhero Monster Slayer)
- 2020: Swept Up by Christmas (Fernsehfilm)
- 2021–2022: The Flash (Fernsehserie, 2 Folgen)
- 2022: Star Trek: Strange New Worlds (Fernsehserie, Folge 1x06 Lift Us Where Suffering Cannot Reach)
- 2022: Christmas by the Book
- 2023: Gotham Knights (Fernsehserie, 3 Folgen)
- 2024: Tracker (Fernsehserie, Folge 2x01 Out of the Past)
- 2024: Holidazed (Miniserie, 3 Folgen)